# 坦纳尔斯普林斯
坦納爾斯普林斯（英語：Tunnel Springs）是一個位於美國阿拉巴馬州門羅縣的非建制地區。該地的面積和人口皆未知。

## 地理
坦納爾斯普林斯的座標為31°38′33″N 87°14′23″W / 31.64250°N 87.23972°W，而該地的平均海拔高度為99米（即325英尺）。